# Avro Shackleton

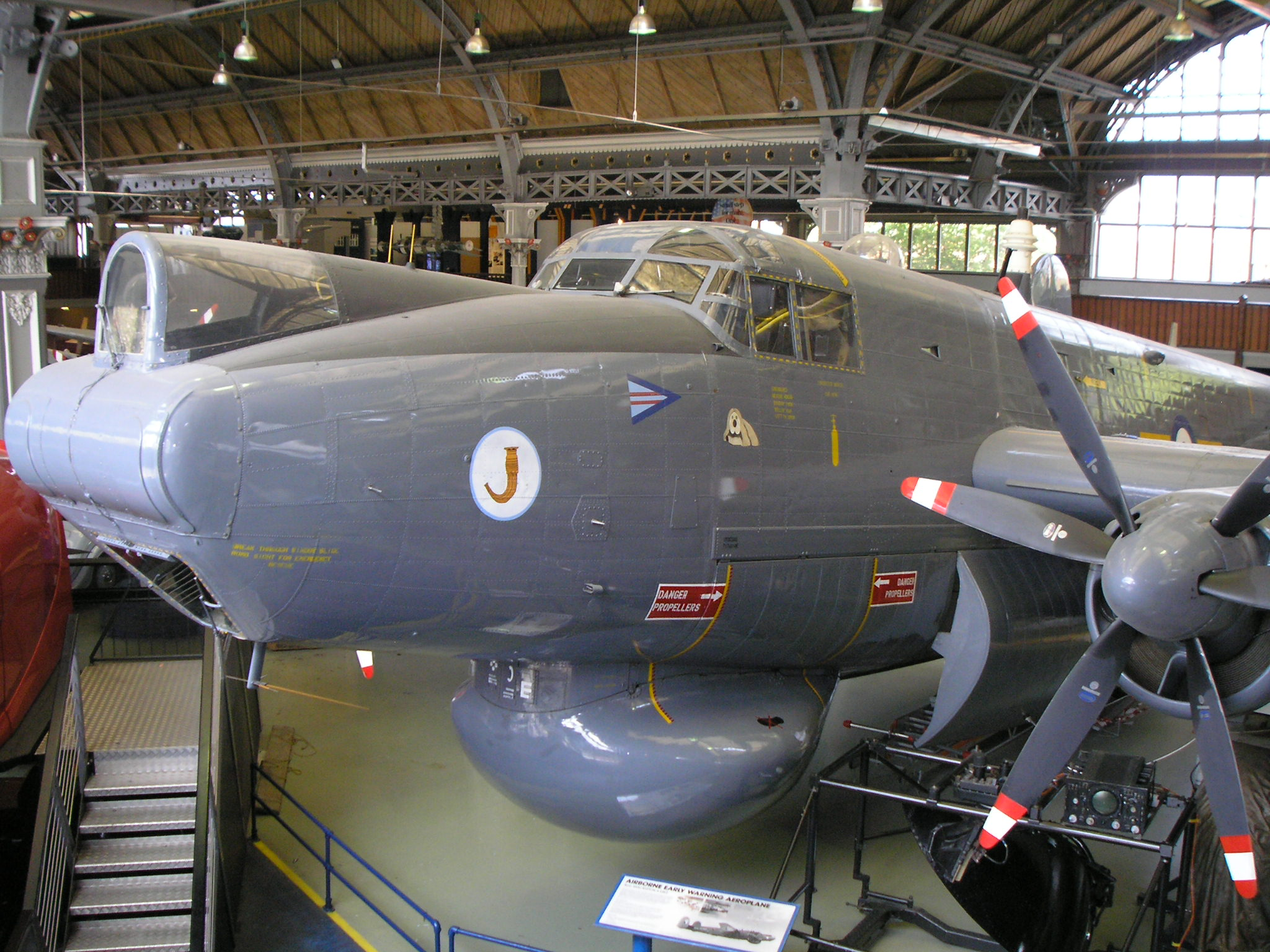
Eine Avro Shackleton AEW Mk.2 im Museum of Science and Industry in Manchester

Die Avro 696 Shackleton war ein viermotoriges Seefernaufklärungsflugzeug (engl. Maritime Patrol Aircraft, MPA) aus britischer Produktion, benannt nach dem Polarforscher Ernest Shackleton. Sie basierte auf der Avro Lincoln, wurde von 1951 bis 1991 eingesetzt und durch die British Aerospace Nimrod abgelöst.
Die Umschuleinheit in RAF Kinloss erhielt im Februar 1951 ihre ersten Exemplare und im Jahr 1954 wurde die Shackleton bei acht RAF-Staffeln eingesetzt, eine davon in Gibraltar.
Einziger Exportkunde war Südafrika, welches die Maschinen von 1957 bis 1984 einsetzte.

## Varianten
- Type 696: drei Prototypen (u. a. mit Heckbewaffnung, die in der Serie entfiel)
- MR Mk.1: Erste Serienversion, 29 Stück gebaut, Rolls-Royce-Griffon-57-Triebwerke in den äußeren, Griffon-57A-Triebwerke in den inneren Gondeln
- MR Mk.1A: alle vier Gondeln mit Griffon-57A-Triebwerken ausgestattet, 47 Stück gebaut
- MR Mk.2: geänderter Bug (Radar nun hinter den Tragflächen im Rumpf eingebaut), verlängerter Heckkonus, 70 Stück gebaut
- MR Mk.3: u. a. Bugradfahrwerk eingebaut, Tragflächenenden mit Zusatztanks versehen, 34 Stück gebaut
- MR Mk.4: geplante Version mit Napier-Nomad-Triebwerken, wurde nicht realisiert
- T Mk.2: Trainingsversion der Variante MR Mk.2, 10 Stück MR Mk.2 wurden hierzu umgerüstet
- T Mk.4: Umrüstung von 17 Stück MR Mk.1A mit zusätzlichen Radaroperator-Positionen für die Ausbildung
- AEW Mk.2: Umbau von 12 Stück MR Mk.2 zu Frühwarnflugzeugen

## Militärische Nutzer
Südafrika, South African Air Force
 Vereinigtes Königreich, Royal Air Force

### Stationierungsorte
Südafrika
Der einzige Stationierungsort von Shackletons in Südafrika war:
- AFB Ysterplaat (Kapstadt), von Januar 1957 bis November 1984, Shackleton MR.3 (35. Squadron)

 Vereinigtes Königreich
Die weitaus meisten Einheiten lagen auf Stationen der RAF in Südwestengland, Nordirland und Schottland.
- RAF Aldergrove, April 1952 bis April 1959, Shackleton MR.1/1A/2/3 (120., 240. Squadron)
- RAF Ballykelly, Januar 1954 bis April 1971, Shackleton MR.1A/2/2C/3 (203., 204. 210., 240., 269. Squadron)
- RAE Bedford, Shackleton T.4 (Royal Aircraft Establishment)
- RAF Lossiemouth, 1973 bis 1991, Shackleton AEW.2 (8. Squadron)
- RAF Kinloss, September 1951 bis 1981, Shackleton MR.2/3/AEW.2 (120., 206., 220., 8. Squadron)
- RAF St Eval, Juni 1952 bis April 1959, Shackleton MR.1/2 (42., 206., 228. Squadron)
- RAF St Mawgan, September 1951 bis September 1971, Shackleton MR.2/3 (42. und 206. Squadron)

Daneben waren Shackletons noch in einer Reihe britischer Überseeterritorien stationiert.
 Gibraltar
- RAF Gibraltar, August 1951 bis Oktober 1966, Shackleton MR.1/2 (224., 269. Squadron)

 Aden (heute  Jemen)
- RAF Khormaksar, August 1957 bis September 1967, Shackleton MR.2 (37. Squadron)

 Malta
- RAF Luqa, August 1953 bis Oktober 1965, Anfang 1969 bis Oktober 1971, Shackleton MR.2/3 (37., 201. Squadron)
- RAF Hal Far, Oktober 1965 bis März 1967, Shackleton MR.2 (38. Squadron)

 Singapur
- RAF Changi, Mai 1958 bis Oktober 1971, Shackleton MR.1A/2C (205. Squadron)

 Trucial States (heute  Vereinigte Arabische Emirate)
- RAF Sharjah, November 1970 bis November 1971, Shackleton MR.2 (210. Squadron)

## Zwischenfälle
Vom Erstflug 1949 bis zum Einsatzende 1991 kam es mit Avro Shackleton zu 29 Totalschäden. Bei 16 davon kamen 145 Personen ums Leben.

## Technische Daten

Dreiseitenriss mit Seitenansichten unterschiedlicher Varianten

| Kenngröße             | Daten                                                                      |
| --------------------- | -------------------------------------------------------------------------- |
| Besatzung             | 10                                                                         |
| Länge                 | 26,61 m                                                                    |
| Spannweite            | 36,58 m                                                                    |
| Höhe                  | 5,33 m                                                                     |
| Flügelfläche          | 132 m²                                                                     |
| Flügelstreckung       | 10,1                                                                       |
| Leermasse             | 23.340 kg                                                                  |
| Startmasse            | 39.040 kg                                                                  |
| Höchstgeschwindigkeit | 480 km/h                                                                   |
| Triebwerke            | vier 12-Zylinder-V-Motoren Rolls-Royce Griffon 57 mit je 1960 PS / 1460 kW |

## Bewaffnung
- Im Bug integrierte Rohrwaffen: 2 × 20-mm-Maschinenkanone Hispano-Suiza Mk. V mit je 300 Schuss Munition beweglich im Bug montiert
- Kampfmittel bis zu 4.536 kg in einem zentralen internen Waffenschacht
- Torpedos:
  - 3 × General Electric Mk.44 (324-mm-Torpedo)
- Ungelenkte Bomben:
  - 2 × nukleare Wasserbombe Mk.101 „Lulu“
  - 9 × Mk.54 (160-kg-Unterwasser-Seemine)
  - 2 × Mk.57-Seemine (taktische 520-kT-Nuklear-Wasserbombe auf Basis der B57-Mod.2-Atombombe)
- 9 × BMk.82 BDU-45-Wasserbombe